# Obages tuberculosus
Obages tuberculosus är en skalbaggsart som beskrevs av Stefan von Breuning 1973. Obages tuberculosus ingår i släktet Obages och familjen långhorningar. Inga underarter finns listade i Catalogue of Life.